# Ilmari Räsänen
Toivo Ilmari Räsänen, född 1888, död 1931, var en finländsk recitatör och recitationslärare.
Räsänen blev filosofie kandidat 1909 och verkade som recitationslärare vid Helsingfors universitet 1913–1926. Vid universitet var han även lektor 1928–1931. Åren 1918–1921 var Räsänen ledare för Folkteatern.